# Alina Zagitova

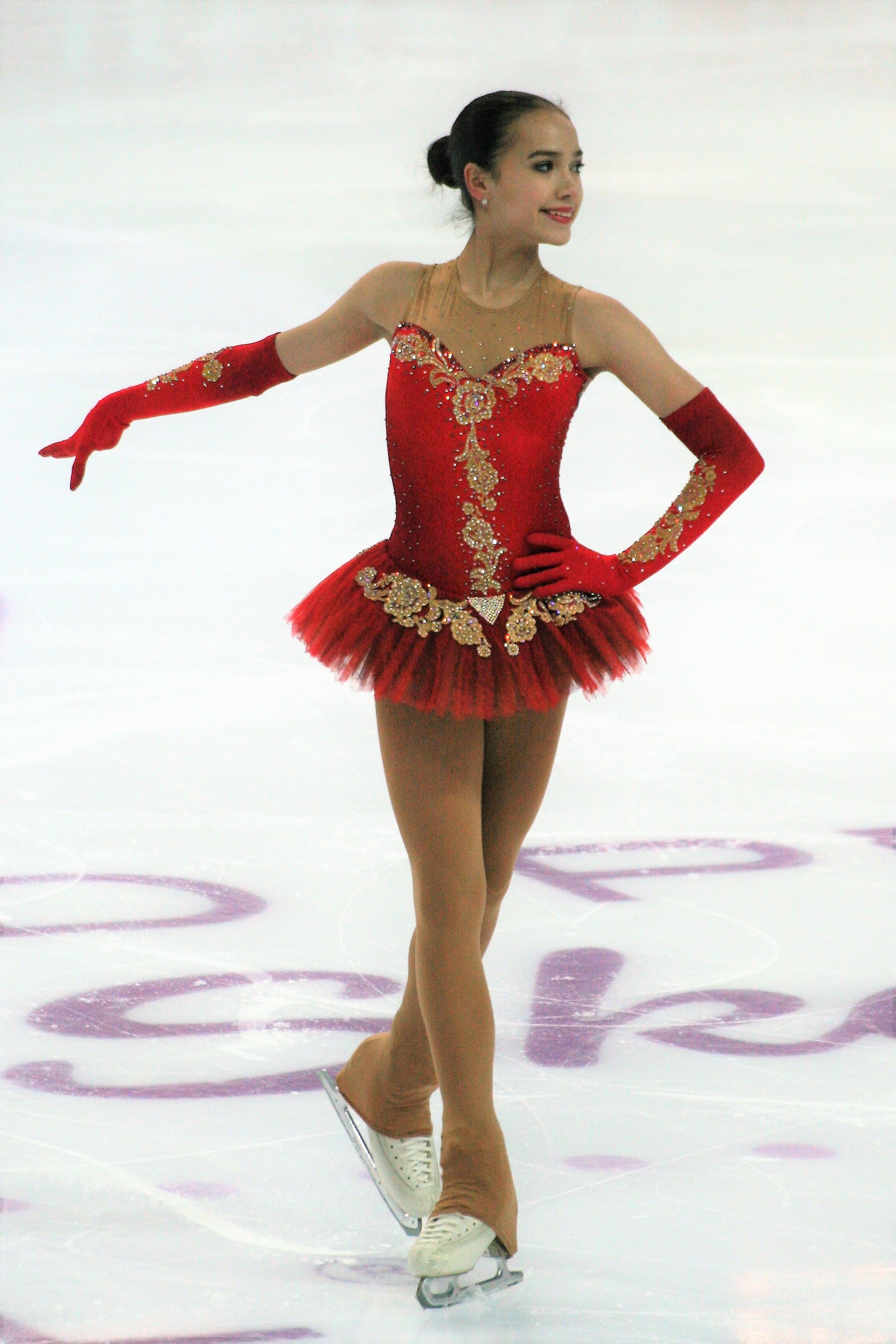
2016 Grand Prix Final

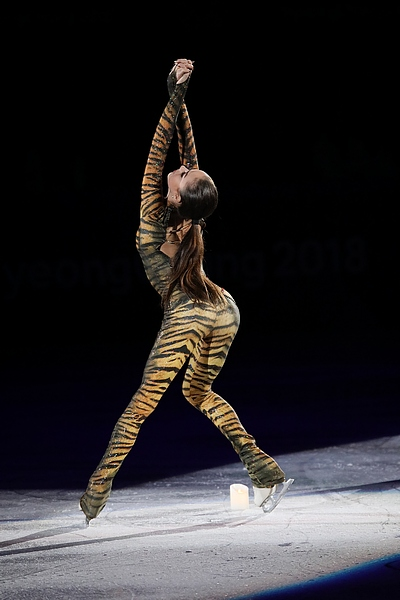
2018 Jogos Olímpicos Exhibition

Alina Ilnazovna Zagitova (em russo: Алина Ильназовна Загитова; Ijevsk, Udmurtia, 18 de maio de 2002) é uma patinadora artística russa. Ela foi campeã olímpica em 2018, campeã do Campeonato Europeu de 2018, campeã da Final Grand Prix de 2017–18, e campeã do Campeonato Mundial Júnior de 2017. Ela também foi campeã do Campeonato Russo de 2018. Nos Jogos Olímpicos de Inverno de 2018 em PyeongChang, Zagitova recebeu a medalha de prata na competição por equipes.

## Principais resultados
| Resultados | Resultados    | Resultados        | Resultados      | Resultados       | Resultados    | Resultados    | Resultados    | Resultados    | Resultados    | Resultados    | Resultados    | Resultados    |
| Internacional | Internacional | Internacional     | Internacional   | Internacional    | Internacional | Internacional | Internacional | Internacional | Internacional | Internacional | Internacional | Internacional |
| Evento/Temporada | 2015– 2016    | 2016– 2017        | 2017– 2018      | 2018– 2019       |               |               |               |               |               |               |               |               |
| --- | ------------- | ----------------- | --------------- | ---------------- | ------------- | ------------- | ------------- | ------------- | ------------- | ------------- | ------------- | ------------- |
| Jogos Olímpicos |               |                   | Medalha de ouro |                  |               |               |               |               |               |               |               |               |
| Campeonato Mundial |               |                   | 5.ª             |                  |               |               |               |               |               |               |               |               |
| Campeonato Europeu |               |                   | Medalha de ouro | Medalha de prata |               |               |               |               |               |               |               |               |
| GP Grand Prix Final |               |                   | Medalha de ouro | Medalha de prata |               |               |               |               |               |               |               |               |
| GP Cup of China |               |                   | Medalha de ouro |                  |               |               |               |               |               |               |               |               |
| GP Grand Prix de Helsinque |               |                   |                 | Medalha de ouro  |               |               |               |               |               |               |               |               |
| GP Internationaux de France |               |                   | Medalha de ouro |                  |               |               |               |               |               |               |               |               |
| GP Rostelecom Cup |               |                   |                 | Medalha de ouro  |               |               |               |               |               |               |               |               |
| CS Lombardia Trophy |               |                   | Medalha de ouro |                  |               |               |               |               |               |               |               |               |
| CS Nebelhorn Trophy |               |                   |                 | Medalha de ouro  |               |               |               |               |               |               |               |               |
| Internacional – Júnior |               |                   |                 |                  |               |               |               |               |               |               |               |               |
| Campeonato Mundial Júnior |               | Medalha de ouro   |                 |                  |               |               |               |               |               |               |               |               |
| JGP Grand Prix Júnior Final |               | Medalha de ouro   |                 |                  |               |               |               |               |               |               |               |               |
| JGP JGP França |               | Medalha de ouro   |                 |                  |               |               |               |               |               |               |               |               |
| JGP JGP Eslovênia |               | Medalha de bronze |                 |                  |               |               |               |               |               |               |               |               |
| EYOF |               | Medalha de ouro   |                 |                  |               |               |               |               |               |               |               |               |
| Nacional |               |                   |                 |                  |               |               |               |               |               |               |               |               |
| Campeonato Russo |               | Medalha de prata  | Medalha de ouro | 5.ª              |               |               |               |               |               |               |               |               |
| Campeonato Russo – Júnior | 9.ª           | Medalha de ouro   |                 |                  |               |               |               |               |               |               |               |               |
| Equipes |               |                   |                 |                  |               |               |               |               |               |               |               |               |
| Jogos Olímpicos |               |                   | 2T/1P           |                  |               |               |               |               |               |               |               |               |
| Japan Open |               |                   | 1T/3P           | 2T/1P            |               |               |               |               |               |               |               |               |
| |               |                   |                 |                  |               |               |               |               |               |               |               |               |
| Legenda: GP = Grand Prix; CS = Challenger Series; JGP = Grand Prix Júnior; T = Posição da equipe; P = Posição individual; Competição não foi disputada nesta temporada |               |                   |                 |                  |               |               |               |               |               |               |               |               |